# Formacja objęcia hossy

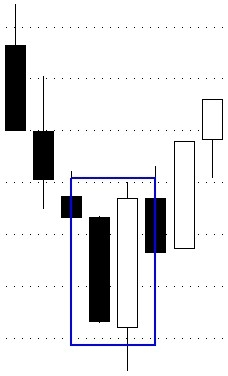
Formacja objęcia hossy

Formacja objęcia hossy – jedna z formacji świec japońskich zapowiadająca zmianę trendu spadkowego na instrumencie finansowym na trend wzrostowy na rynku. Ma silne znaczenie jeśli występuje na poziomie wsparcia. Formacja składa się z dwóch świec, czarnej i białej. Czarna świeca musi być w całości zakryta przez białą.